# Zbigniew Uzar
Zbigniew Uzar (ur. 11 czerwca 1921 w Sokołówce, zm. 8 grudnia 2001) – polski inżynier rolnictwa, poseł na Sejm PRL III kadencji.

## Życiorys
Syn Jana i Stefanii. Uzyskał wykształcenie wyższe, z zawodu inżynier rolnictwa. Pracował na stanowisku kierownika Inspektoratu Państwowych Gospodarstw Rolnych w Szczecinie, w latach 1952–1956 był nauczycielem akademickim w Wyższej Szkole Rolniczej we Wrocławiu. Należał do Polskiej Zjednoczonej Partii Robotniczej, w 1964 został członkiem egzekutywy komitetu powiatowego w Szczecinie. W 1961 uzyskał mandat posła na Sejm PRL w okręgu Wrocław. W trakcie kadencji zasiadał w Komisji Budownictwa i Gospodarki Komunalnej oraz w Komisji Rolnictwa i Przemysłu Spożywczego.
Pochowany 12 grudnia 2001 na cmentarzu Centralnym w Szczecinie (99B/8/9).